# ساولو أرواخو فونتس
ساولو أرواخو فونتس (بالبرتغالية: Saulo Araújo Fontes‏) (مواليد 2 أبريل 1989 في بيراناس في البرازيل)، هو لاعب كرة قدم برازيلي في مركز حراسة المرمى. لعب مع سبورت ريسيفي ونادي أيه بي سي ونادي تريزه.

## وصلات خارجية
- ساولو أرواخو فونتس على موقع الاتحاد الدولي (مؤرشف)  (الإنجليزية)
- ساولو أرواخو فونتس على موقع قاعدة بيانات كرة القدم.إي يو (الإنجليزية)
- ساولو أرواخو فونتس على موقع Soccerway.com (الإنجليزية)